# Wohnturm Groß Rackwitz

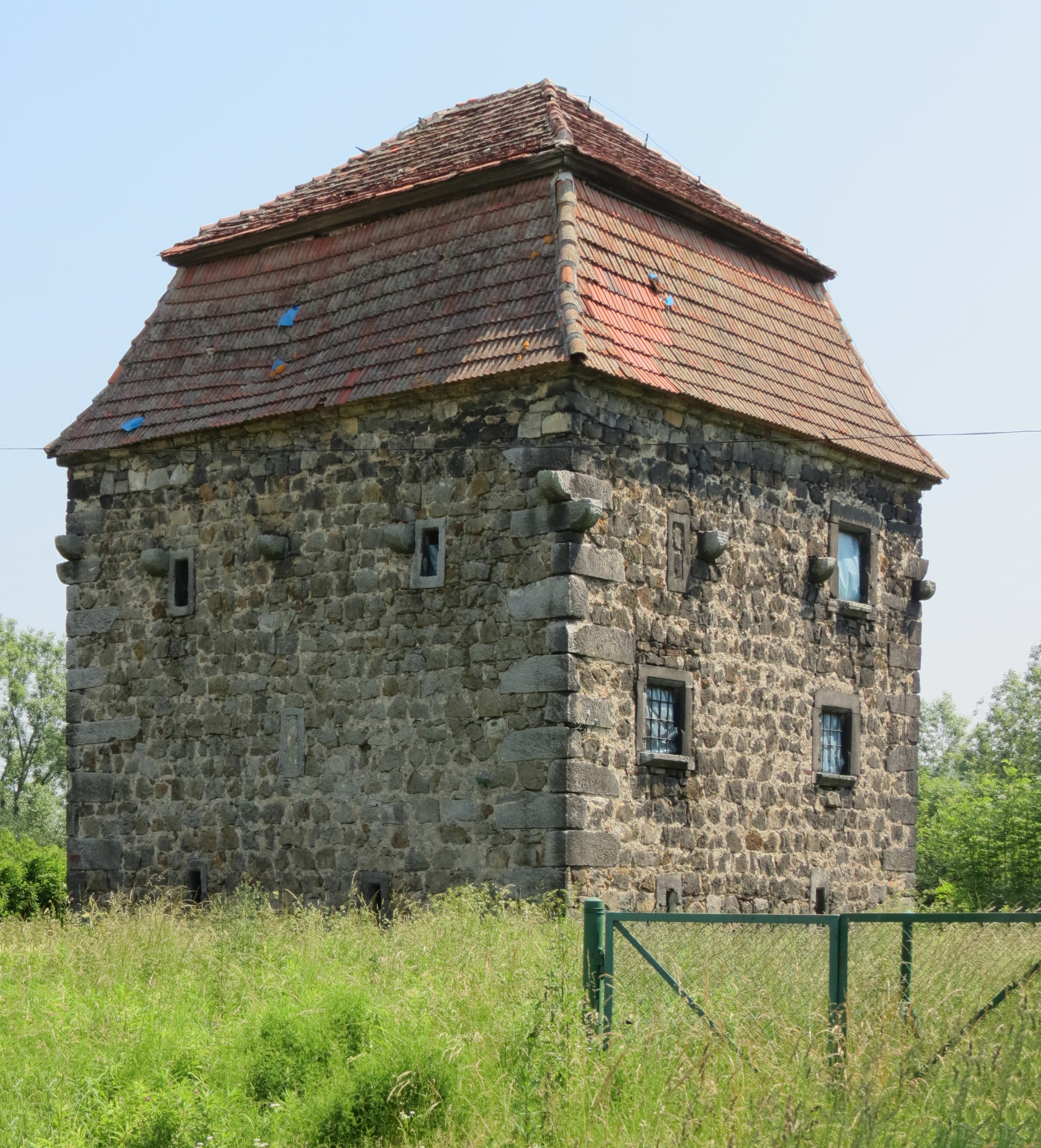
Wohnturm Rakowice Wielkie

Der Wohnturm Groß Rackwitz (polnisch Wieża rycerska w Rakowicach Wielkich) ist ein mittelalterlicher Wohnturm in Rakowice Wielkie (Groß Rackwitz) in der Stadt- und Landgemeinde Lwówek Śląski im Powiat Lwówecki der Woiwodschaft Niederschlesien in Polen.

## Geschichte
Der zu Anfang des 16. Jahrhunderts errichtete Wohnturm gehörte vermutlich zu einem Vorwerk der Stadt Löwenberg.

## Bauwerk
Der Wohnturm ist ein dreigeschossiger Bau auf rechteckigem Grundriss, errichtet aus geschichteten Bruchsteinen, und mit einem Mansardwalmdach. Die Kanten sind mit Großquadern gebildet. Der Zugang führte in das wirtschaftlich genutzte Erdgeschoss, von wo über eine Treppe die oberen Geschosse erreicht wurden. Das erste Obergeschoss besaß einen vom Treppenflur durch eine hölzerne Wand abgetrennten Saal. Im zweiten Geschoss ist eine Unterteilung in Stube und Kammer nachweisbar. In den beiden oberen Geschossen befinden sich Schlitzfenster sowie breitere Rechteckfenster. Über den Fenstern des zweiten Obergeschosses verlief ein hölzerner Wehrgang, von dem noch die vorhandenen Konsolensteine zeugen.